# SBB GmbH

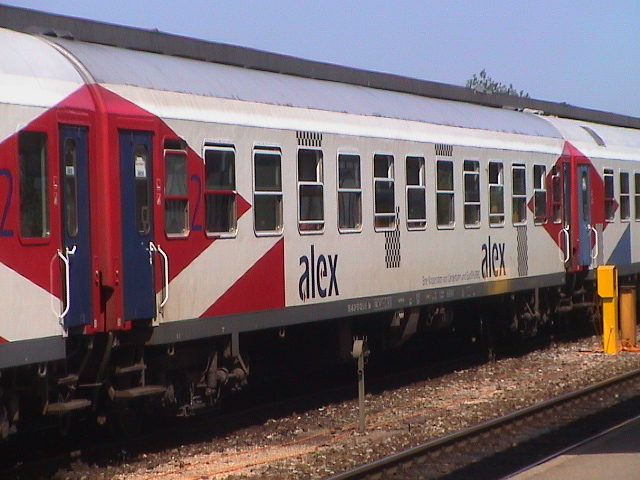
Az Allgäu-Express személykocsija

Az SBB GmbH a Svájci Szövetségi Vasutak leányvállalata, székhelye a németországi Konstanzban található. A társaság 2002 óta üzemeltet különféle németországi vasútvonalakat és 2006 óta a teljes helyi közlekedést a bázeli pályaudvarokat összekötő Basler Verbindungsbahn-on.

## Története
Az SBB GmbH lörrachi székhelyű megalakítására azt követően került sor, hogy a Svájci Szövetségi Vasutak megszerezte a Regio S-Bahn Bázel mai S5 és S6 jelű vonalának, az Bázel és Zell im Wiesental közötti úgynevezett Wiesentalbahnnak az üzemeltetését. A németországi üzemeltetéshez gyors megoldásként a Svájci Szövetségi Vasutak 6 db RBDe 560-asát tették alkalmassá a német hálózaton történő közlekedtetéshez, melyek az RBDe 561 sorozatjelet kapták és tartósan bérbeadták az SBB GmbH-nak.
Egy hasonló vállalkozás már létezett Konstanzban Mittelthurgaubahn Deutschland GmbH néven, mely a korábbi anyavállalatának, a Mittelthurgaubahn-nak (MThB) csődbemenetele után EuroThurbo GmbH néven működött. Az Eurothurbo formálisan az MThB eszközeit átvevő, már kezdetektől a Svájci Szövetségi Vasutak 90%-os tulajdonrészével létrejött Thurbo AG leányvállalata volt. Azonban a Thurbo AG maradék 10%-át birtokló svájci Thurgau kanton nem volt hajlandó külföldön pénzügyi kockázatot vállalni, így az EuroThurbo az SBB GmbH-hoz került.
Az SBB GmbH 2005 elejével átvette az EuroThurbo GmbH-t és az általa üzemeltetett Hegau-Bodensee-Bahnként is ismert Seehas-t (Konstanz–Radolfzell–Singen–Engen vonal) és a Seehäsle-t (Radolfzell–Stockach vonal) és velük együtt mindkét vonal járműveit. Emellett  München–Buchloe–Kaufbeuren–Kempten im Allgäu–Oberstdorf vonalon közlekedő Allgäu-Express közlekedtetése, melyet az EuroThurbo Regentalbahn-nal közösen üzemeltetett, szintén az SBB GmbH-hoz került. Az EuroThurbo átvételével az SBB GmbH székhelye Konstanzba került. Helyi üzemvezetőségek Konstanzban és Lörrachban, illetve 2007. december 8-ig a bajorországi Kemptenben működnek.
A Seehäsle tartósan üzemképtelen járművei által okozott járatelmaradások miatt a még 2006 elején a Mittelthurgaubahn által megszerzett üzemeltetési engedélyt 2006 végén, a lejárat előtt megvonták. 2006 decemberétől a Seehäsle üzemeltetését Hohenzollerische Landesbahn szerezte meg. Az SBB GmbH az Allgäu-Express üzemeltetésében is csak 2007. december 8-ig vesz részt, utána a Regentalbahn egyedül viszi tovább az üzemet.

## Járműállomány
Lörrachi üzemrész: Wiesentalbahn és Gartenbahn
- RABe 521 001-010 («Stadler FLIRT»); emellett szükség esetén a többi bázeli FLIRT, a RABe 521 011-030 is bevethető.

Konstanzi üzemrész: Seehas
- RABe 526 651-659 («Stadler FLIRT»)